# Maria van Reigersberch (1589?-1653)

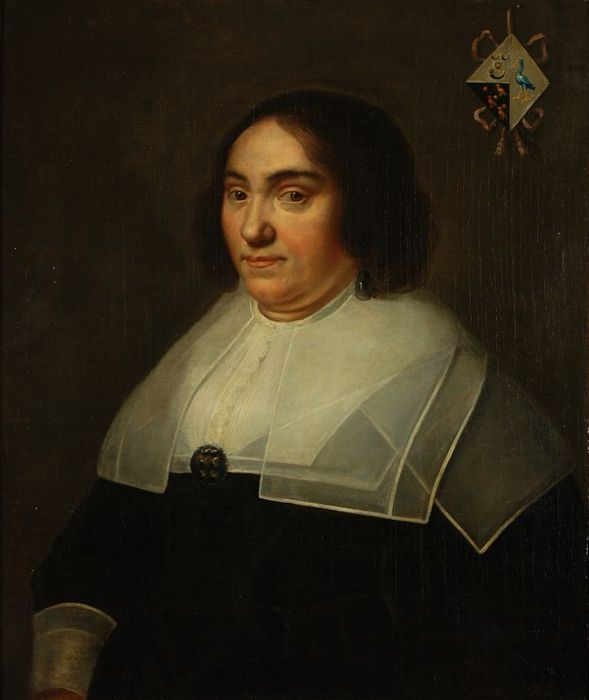
Maria Reigensbergen (1589-1653) (omgeving van Michiel Jansz. van Mierevelt)

Maria van Reigersberch (Veere? of Boulogne-sur-Mer (Frankrijk)?, 7 oktober 1589? - Den Haag, 19 april 1653) was getrouwd met Hugo de Groot. Ze speelde een belangrijke rol bij diens ontsnapping in een boekenkist uit Slot Loevestein.